# Sûre (localité)
Pour les articles homonymes, voir Sûre.
Sûre est un hameau de la commune belge de Vaux-sur-Sûre situé en Région wallonne dans la province de Luxembourg.
Sûre est situé à environ 15 kilomètres de Bastogne et est traversé par la rivière du même nom. C'est un hameau agricole ardennais, situé à une altitude de 420m, avec en son centre une maison bourgeoise. Il tire son nom de la rivière qui le traverse et qui signifie eau sale, boueuse. Associé à la paroisse de Nives dès 1472, les deux villages sont intimement liés. En 1795 Sûre, Nives et Cobreville sont érigés en commune. Amputés de Vaux-lez-Rosières en 1906, ils rejoindront la commune de Vaux-sur-Sûre en 1970.
La vie agricole se concentre autour de trois fermes dont l'activité principale est l'élevage viandeux de bovins Blanc Bleu Belge. Les agriculteurs du village assurent également l'entretien du paysage et de son caractère rural.
L'âme du Vieux Moulin, de l'ancienne épicerie chez Angéline et de la maison Lambin bercent encore la mémoire des anciens du village.
Le Trou du Chien, une réserve naturelle, est situé au nord du village. Il fait partie du vaste réseau des Réserves Naturelles de la Sûre (plus de 200 ha) appartenant à l'association Natagora. Le Trou du Chien est constitué d'une mosaïque de milieux humides. On y trouve des espèces remarquables comme la sphaigne et la linaigrette, plantes typiques des tourbières et bas-marais. On y rencontre également le bruant des roseaux, la rousserolle verderolle et la bécassine des marais est par contre, présente uniquement en hiver. On peut aussi y rencontrer un petit troupeau de vaches Galloway. Ces animaux de race rustique sont bien adaptés à la gestion des réserves naturelles et en particulier au pâturage en prairies très humides.

## Histoire
Au cours de la Seconde Guerre mondiale, le 11 mai 1940, lendemain du déclenchement de la campagne des 18 jours, Sûre est prise tôt dans la matinée par les Allemands de la 2e Panzerdivision qui a pour objectif de traverser la Meuse au niveau de Sedan.